# 9e eeuw v.Chr.
De 9e eeuw v.Chr. (van de christelijke jaartelling) is de 9e periode van 100 jaar, dus bestaande uit de jaren 900 tot en met 801 v.Chr. De 9e eeuw v.Chr. behoort tot het 1e millennium v.Chr.

## Gebeurtenissen en ontwikkelingen
Noord-Afrika
- 814 v.Chr. : De Feniciërs stichten de stad Carthago.

Europa
- Begin van de IJzertijd in Midden-Europa
- Feniciërs introduceren op het Iberisch Schiereiland het gebruik van ijzer, het pottenbakkerswiel en de productie van olijfolie en wijn.
- De Kelten komen op langs de Donau, Rijn en Elbe. Ze zijn verdeeld over meer dan honderd rivaliserende stammen, met een gezamenlijke taal, cultuur en religie, maar met elk hun eigen stamhoofd.

<< · 899-890 · 889-880 · 879-870 · 869-860 · 859-850 · 849-840 · 839-830 · 829-820 · 819-810 · 809-800 · >>
<< · 10e · 9e · 8e · 7e · 6e · 5e · 4e · 3e · 2e · 1e · >>